# Carlos Ballesteros
Carlos Ballesteros (* 31. Dezember 1935 in Saragossa; † 4. September 2011 in Móstoles) war ein spanischer Schauspieler und Theaterregisseur.

## Leben
Ballesteros engagierte sich während seines Studiums der Philosophie und Geisteswissenschaften („Filosofia y Letras“) bei studentischen Theateraufführungen und war 1957 mit Sechs Personen suchen einen Autor sowie im Jahr darauf in Mambrú se fue en guerra auf der Bühne zu sehen. 1959 begegnete er Carlos Tamayo, dessen Theatertruppe „Lope de Vega“ er sich anschloss und in den Folgejahren zu einem der herausragenden Bühnendarsteller Spaniens reifte. Bis in die 1970er Jahre hinein spielte er in zahllosen Stücken unter allen bedeutenden Regisseuren der Zeit. Gelegentlich inszenierte Ballesteros auch selbst.
Ab Mitte der 1980er Jahre wurde es für Ballesteros schwieriger, passende Rollen zu finden, da er für Helden und jugendliche Liebhaber nun zu alt geworden war; in den 1990er Jahren erregten Aufführungen von Die Katze auf dem heißen Blechdach und Todas las primaveras erneut hohe Aufmerksamkeit.
Seit Anfang der 1960er Jahre war Ballesteros auch in Fernsehserien und -filmen zu sehen; gelegentlich nahm er auch Angebote für Spielfilme an.
Bis zu seinem Tode leitete er die „Escuela Municipal de Teatro Clásico de Navalcarnero“.

## Filmografie (Auswahl)
- 1964: Isidro el labrador
- 1968: An einem Freitag in Las Vegas (Las Vegas, 500 millones)
- 1980: El lobo negro
- 1981: La venganza del Lobo Negro